# John Falloon
 (février 2019).
Si vous disposez d'ouvrages ou d'articles de référence ou si vous connaissez des sites web de qualité traitant du thème abordé ici, merci de compléter l'article en donnant les références utiles à sa vérifiabilité et en les liant à la section « Notes et références ».
John Falloon, né le 17 février 1942 et mort le 4 octobre 2005, est un homme politique néo-zélandais qui fut parlementaire de 1977 à 1996 et ministre à plusieurs reprises, représentant le Party National pour l'électorat de Pahiatua..

## Jeunesse et famille
Falloon est né dans la localité de Masterton le 17 février 1942, le fils de Margaret Falloon (née Woodhead) et de Douglas John Falloon.
Il a fait ses études au collège Lindisarne (en) et à l'Université Massey, terminant avec un diplôme de gestion d'une ferme de moutons.
Falloon a eu 3 enfants avec sa femme Philippa.
Son cousin, Ian Falloon, fut l'un des premiers psychiatres à avoir sa famille impliquée dans le traitement de la schizophrénie.